# احمدآباد (مقاطعة دهلران)
احمدآباد (بالفارسية: احمدآباد) هي مستوطنة تقع في قسم سيد ناصرالدين الريفي (مقاطعة دهلران) في إيران. يقدر عدد سكانها بـ 30 نسمة بحسب إحصاء 2016.